# 副見喬雄

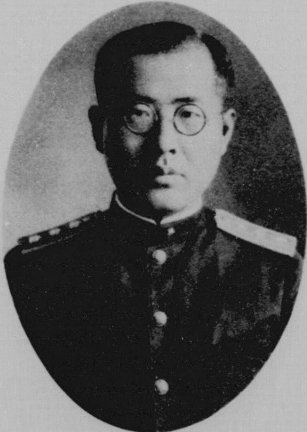
副見喬雄

副見 喬雄（ふくみ たかお、1895年（明治28年）8月12日 - 1978年（昭和53年）7月12日）は、日本の内務・警察官僚。官選鳥取県知事。

## 経歴
岐阜県出身。第三高等学校を卒業。1920年、東京帝国大学法学部を卒業。同年10月、高等試験行政科試験に合格。内務省に入省し静岡県属となる。
以後、鹿児島県警察部保安課長、警視庁保安課長、内務事務官、埼玉県書記官・警察部長、兵庫県経済部長、長崎県総務部長などを歴任。
1939年1月、鳥取県知事に就任。戦時体制の強化などに尽力。1940年12月、台湾総督府交通局総長に転じ、1945年1月まで在任。同年に退官し、その後、住宅営団理事を務めた。
戦後、公職追放となった。その後、中野高等無線電信学校校長を務めた。
没後の1989年6月、関連資料が国立国会図書館に寄贈された。

## 著作
- 『帝都に於ける売淫の研究』博文館、1928年。doi:10.11501/1179694

## 栄典
- 1940年（昭和15年）8月15日 - 紀元二千六百年祝典記念章[6]